# Lijst van county's in Montana
De Amerikaanse staat Montana is onderverdeeld in 56 county's.

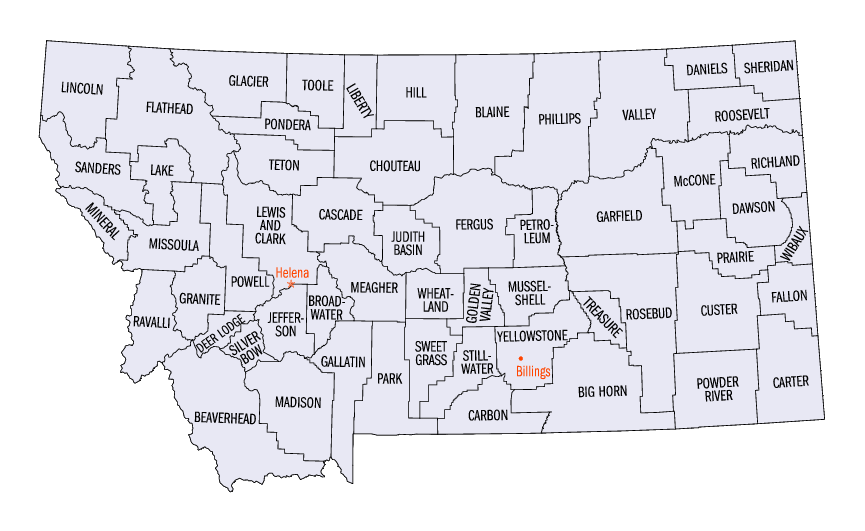
County's van Montana

| County          | Inwoners 1 juli 2007 | Hoofdplaats           | Inwoners 1 juli 2007 |
| --------------- | -------------------- | --------------------- | -------------------- |
| Beaverhead      | 8804                 | Dillon                | 4106                 |
| Big Horn        | 12.798               | Hardin                | 3468                 |
| Blaine          | 6550                 | Chinook               | 1285                 |
| Broadwater      | 4590                 | Townsend              | 1981                 |
| Carbon          | 9721                 | Red Lodge             | 2449                 |
| Carter          | 1268                 | Ekalaka               | 380                  |
| Cascade         | 81.775               | Great Falls           | 58.827               |
| Chouteau        | 5254                 | Fort Benton           | 1459                 |
| Custer          | 11.188               | Miles City            | 8120                 |
| Daniels         | 1650                 | Scobey                | 894                  |
| Dawson          | 8558                 | Glendive              | 4615                 |
| Deer Lodge      | 8852                 | Anaconda              | 8852                 |
| Fallon          | 2696                 | Baker                 | 1616                 |
| Fergus          | 11.181               | Lewistown             | 5945                 |
| Flathead        | 86.844               | Kalispell             | 20.298               |
| Gallatin        | 87.359               | Bozeman               | 37.981               |
| Garfield        | 1215                 | Jordan                | 344                  |
| Glacier         | 13.382               | Cut Bank              | 3125                 |
| Golden Valley   | 1125                 | Ryegate               | 293                  |
| Granite         | 2852                 | Philipsburg           | 922                  |
| Hill            | 16.568               | Havre                 | 9618                 |
| Jefferson       | 11.121               | Boulder               | 1427                 |
| Judith Basin    | 2048                 | Stanford              | 399                  |
| Lake            | 28.438               | Polson                | 5046                 |
| Lewis and Clark | 59.998               | Helena                | 28.726               |
| Liberty         | 1796                 | Chester               | 731                  |
| Lincoln         | 18.885               | Libby                 | 2886                 |
| Madison         | 7426                 | Virginia City         | 141                  |
| McCone          | 1724                 | Circle                | 558                  |
| Meagher         | 1900                 | White Sulphur Springs | 967                  |
| Mineral         | 3895                 | Superior              | 880                  |
| Missoula        | 105.650              | Missoula              | 67.165               |
| Musselshell     | 4494                 | Roundup               | 1916                 |
| Park            | 16.099               | Livingston            | 7411                 |
| Petroleum       | 438                  | Winnett               | 164                  |
| Phillips        | 3948                 | Malta                 | 1820                 |
| Pondera         | 5943                 | Conrad                | 2540                 |
| Powder River    | 1699                 | Broadus               | 444                  |
| Powell          | 7118                 | Deer Lodge            | 3502                 |
| Prairie         | 1044                 | Terry                 | 534                  |
| Ravalli         | 40.396               | Hamilton              | 4691                 |
| Richland        | 9182                 | Sidney                | 4746                 |
| Roosevelt       | 10.148               | Wolf Point            | 2525                 |
| Rosebud         | 9182                 | Forsyth               | 1880                 |
| Sanders         | 11.033               | Thompson Falls        | 1423                 |
| Sheridan        | 3373                 | Plentywood            | 1702                 |
| Silver Bow      | 32.652               | Butte                 | 31.967               |
| Stillwater      | 8660                 | Columbus              | 1934                 |
| Sweet Grass     | 3807                 | Big Timber            | 1801                 |
| Teton           | 6023                 | Choteau               | 1694                 |
| Toole           | 5144                 | Shelby                | 3417                 |
| Treasure        | 651                  | Hysham                | 248                  |
| Valley          | 6899                 | Glasgow               | 2922                 |
| Wheatland       | 1983                 | Harlowton             | 911                  |
| Wibaux          | 898                  | Wibaux                | 481                  |
| Yellowstone     | 139.936              | Billings              | 101.876              |

Alabama · Alaska · Arizona · Arkansas · Californië · Colorado · Connecticut · Delaware · Florida · Georgia · Hawaï · Idaho · Illinois · Indiana · Iowa · Kansas · Kentucky · Louisiana · Maine · Maryland · Massachusetts · Michigan · Minnesota · Mississippi · Missouri · Montana · Nebraska · Nevada · New Hampshire · New Jersey · New Mexico · New York · North Carolina · North Dakota · Ohio · Oklahoma · Oregon · Pennsylvania · Rhode Island · South Carolina · South Dakota · Tennessee · Texas · Utah · Vermont · Virginia · Washington · West Virginia · Wisconsin · Wyoming